# Soneja
Soneja település Spanyolországban, Castellón tartományban. Soneja Alfondeguilla, Almedíjar, Azuébar, Castellnovo, Chóvar, Segorbe, Sot de Ferrer, Algar de Palancia és Sagunt községekkel határos. Lakosainak száma 1513 fő (2024).

## Népesség
A település népessége az elmúlt években az alábbi módon változott:
| Lakosok száma | 1369 | 1350 | 1408 | 1525 | 1533 | 1489 | 1463 | 1447 | 1479 | 1513 |
|               | 2001 | 2004 | 2006 | 2009 | 2011 | 2014 | 2016 | 2019 | 2021 | 2024 |